# Трёэн, Туне Вильхельмсен
Туне Вильхельмсен Трёэн (норв. Tone Wilhelmsen Trøen, род. 23 февраля 1966, Берум, Акерсхус) — норвежский политический деятель. Член Консервативной партии. В прошлом — президент норвежского парламента (стортинга, 2018—2021). Вторая женщина на этой должности после Кирсти Колле Грёндаль, которая занимала пост с 1993 по 2001 год. Депутат стортинга с 2013 года.

## Биография
Родилась 23 февраля 1966 года в Беруме. Дочь директора завода Йона Вилли Вильхельмсена (John Willy Wilhelmsen, 1928—2012) и секретаря Анн-Мари Кристиансен (Anne-Marie Christiansen, 1929—2017).
В 1985 году окончила среднюю школу коммуны Нес в деревне Орнес в губернии Акерсхус. В 1985—1986 году прошла годичный курс английского языка в коммерческом училище Отто Трейдера в Осло и в колледже Святого Годрика (St. Godric's College) в Лондоне. Сдала экзамены ESOL с формальной компетентностью в преподавании английского языка. В 1997 году прошла полугодовой курс налогового права в Норвежской школе менеджмента (BI), в 1999 году полугодовой курс по управлению персоналом и полугодовой курс по организационной психологии и менеджменту в Норвежской школе менеджмента (BI).
В 1986—1988 годах работала секретарём в алюминиевой компании Hydro Aluminium, принадлежащей Norsk Hydro. Работала в компании Euro Invest секретарём в 1988—1991 годах, в 1991—1996 годах — офис-менеджером. Работала в аудиторской компании Horwath в 1996—1998 годах секретарём, менеджером по маркетингу и персоналу в 1998—2002 годах. В 2002 году — администратор на открытии отеля в Olav Thon Gruppen. Работа в агентстве по аренде жилья Mathiesen Eidsvold Værk ANS менеджером проекта в 2003—2004 годах, начальником отдела в 2005—2008 годах.
В 2008—2011 годах училась в Университетском колледже Акерсхуса, получила степень бакалавра. По образованию — медицинская сестра.
С 2008 года работала в доме престарелых Vilberg helsetun в Эйдсволле, в 2010 году в доме престарелых Skedsmotun bo- og behandlingssenter в Лиллестрёме, в 2011—2012 годах — медсестрой лёгочного отделения университетского госпиталя Акерсхуса (Ahus), в 2012—2013 годах — медсестрой  в доме престарелых Skedsmotun bo- og behandlingssenter.

## Политическая деятельность
В коммуне Нес была заместителем члена муниципального совета в 1987—1991 годах, в 1991—1994 годах — членом совета. В 1995—1999 годах — заместитель члена правления (formannskap) коммуны Эйдсволл, член правления в 2003—2007, 2007—2011 годах. В 2006—2007 годах — член правления газеты Eidsvoll Ullensaker Blad. В 2012—2014 годах — председатель правления футбольного клуба «Эйдсволл», в 2014—2016 годах — член правления.
В 1999—2001 годах возглавляла отделение Консервативной партии в Эйдсволле.
Стала депутатом стортинга по итогам парламентских выборов 2013 года в избирательном округе Акерсхус. Переизбрана на выборах 2017 года в том же округе. С 17 октября 2017 года по 15 марта 2018 года — председатель комитета по семье и культуре.
15 марта 2018 года избрана президентом стортинга, став формально вторым лицом в Норвегии после короля. Сменила коллегу по Консервативной партии Олемика Томмессена, который подал в отставку после утраты доверия из-за перерасхода средств на ремонт здания стортинга. После её избрания все ведущие позиции в Норвегии заняли женщины, если не считать короля Харальда. 1 октября 2020 года переизбрана президентом стортинга сроком на один год.